# Bătălia de la Râmnic (1481)
Bătălia de la Râmnic a avut loc pe 8 iunie 1481 lângă Râmnicu Sărat între armatele Moldovei și  Țării Românești.

## Context
În noiembrie 1477, Ștefan cel Mare a invadat Țara Românească, l-a înlăturat de pe tron pe fostul său protejat Laiotă Basarab și l-a instaurat pe Basarab cel Tânăr Țepeluș. Ca și în cazul lui Laiotă, loialitatea noului domn muntean față de Moldova va fi de scurtă durată din cauza amenințărilor Porții dar și a presiunilor venite din partea a o mare parte dintre boieri. În 1479 Țepeluș participă alături de trupele otomane conduse de Isa-bey și frații Mihaloğlu la campania de jaf din Transilvania însă armata invadatoare este interceptată și învinsă în Bătălia de la Câmpul Pâinii de forțele transilvănene conduse de voievodul Ștefan Báthory de Ecsed. 
În iunie 1480, în timp ce Țepeluș era la Istanbul, Ștefan cel Mare, alături de voievodul Transilvaniei, intră cu trupele în Țara Românească și îl înscăunează pe Mircea al II-lea, unul din fiii lui Vlad Dracul. În februarie 1481 Țepeluș revine în țară alături de trupe otomane conduse de frații Mihaloğlu, dornici de răzbunare după înfrângerea de la Câmpul Pâinii, și își recapătă tronul. Otomanii au intrat din nou în Transilvania însă, după ce află că Ștefan Báthory deja era marș spre tabăra lor, se retrag în Țara Românească de unde să pregătească o nouă invazie în vară. Țepeluș nu își permitea să întrețină o armată străină pe teritoriul său timp de câteva luni și în plus dorea pacea cu voievodul Transilvaniei astfel că îi convinge pe otomani să invadeze în schimb Moldova.

## Desfășurarea bătăliei
În iunie 1481 Țepeluș, împreună cu Ali-bey și Iskender-bey, trece granița pe la Cetatea Crăciuna însă nu se îndreaptă spre Chilia, așa cum se așteptau moldovenii ci înaintează pe râul Siret spre Roman, unde era adăpostit pretendentul la tron Mircea al II-lea. Când au ajuns la Lunca cea mare, în zona Bacăului, otomanii au aflat că sultanul Mohamed al II-lea a murit iar cei doi fii ai săi, Baiazid al II-lea și Gem, au început lupta pentru tron, astfel că majoritatea trupelor otomane au părăsit Moldova pentru a se alătura luptelor interne iar Țepeluș a decis retragerea spre Țara Românească. La 8 iulie armata munteană (care s-ar fi ridicat la un număr de 20000 de oameni) este interceptată de către forțele moldovene lângă Râmnicu Sărat. Bătălia a fost echilibrată (doi mari boieri moldoveni și cumnatul lui Ștefan au fost uciși) însă victoria a fost deplină pentru domnul Moldovei. După unele surse Țepeluș a fost prins și decapitat însă istoricii moderni susțin că a fugit la sud de Dunăre de unde se va întoarce pentru încă o scurtă domnie în 1482
Otomanii care au participat la bătălie sunt urmăriți și uciși până la cetatea Turnu (reședința lui Ali-bey), pe care moldovenii o asediază, după care întreprind o serie de jafuri la sud de Dunăre. Ștefan cel Mare îl pune pe tron pe Vlad Călugărul, un alt fiu a lui Vlad Dracul, însă și acesta se va supune noului sultan, Baiazid al II-lea și va participa la asedierea și ocuparea  Chiliei și Cetății Albe de către otomani în 1484. 